# 滋賀県道337号柑子塩野線
滋賀県道337号柑子塩野線（しがけんどう337ごう こうじしおのせん）は、滋賀県甲賀市を通る一般県道である。

## 概要
甲賀市甲南町柑子から甲賀市甲南町塩野に至る。
新名神高速道路と並行するような経路の県道である。杉谷付近のバイパスが完成する以前は新名神（当時の仮称は第二名神）を横断していた。2009年（平成21年）3月20日に供用を開始した新名神高速道路の甲南ICへのアクセス道路の一つである。

### 路線データ
- 起点：甲賀市甲南町柑子（甲賀広域営農団地農道起点）
- 終点：甲賀市甲南町塩野（国道307号交点）

## 歴史
- 1997年（平成9年）4月1日 - 滋賀県告示第181号により、滋賀県道に認定される[1]。
- 2009年（平成21年）3月18日 - 甲南ICの開通を前に竜法師から新治までの約1 kmの区間が供用を開始した。

## 路線状況

### バイパス
- 甲賀市甲南町杉谷

### 重複区間
- 甲賀広域営農団地農道（甲賀市甲南町柑子（起点） - 甲賀市甲南町新治・新治口交差点）
- 滋賀県道・三重県道132号甲南阿山線（甲賀市甲南町杉谷・杉谷南交差点 - 甲賀市甲南町杉谷）

## 地理

### 通過する自治体
- 甲賀市

### 交差する道路
| 交差する道路                                                         | 交差する場所 | 交差する場所                                                                                            |
| -------------------------------------------------------------------- | ------------ | --- |
| 甲賀広域営農団地農道 重複区間起点                                    | 甲南町柑子   | 起点 |
| 三重県道・滋賀県道133号伊賀甲南線                                    | 甲南町竜法師 | |
| 滋賀県道・三重県道49号甲南阿山伊賀線                                 | 甲南町新治   | 磯尾口交差点                                                                                            |
| E1A 新名神高速道路 滋賀県道343号甲南インター線                       | 甲南町新治   | 甲南IC口交差点 5 甲南IC                                                                                 |
| 滋賀県道337号柑子塩野線 / バイパス 甲賀広域営農団地農道 重複区間終点 | 甲南町新治   | 新治口交差点                                                                                            |
| 滋賀県道・三重県道132号甲南阿山線 重複区間起点 甲賀広域農道          | 甲南町杉谷   | 杉谷南交差点                                                                                            |
| 滋賀県道・三重県道132号甲南阿山線 重複区間終点                       | 甲南町杉谷   | |
| 国道307号 / 近江グリーンロード                                       | 甲南町塩野   | 終点 |
| バイパス                                                             |              | |
| 滋賀県道134号上馬杉野尻線                                            | 甲南町野尻   | バイパス起点【北緯34度54分43.7秒 東経136度10分48.6秒 / 北緯34.912139度 東経136.180167度】               |
| 三重県道・滋賀県道133号伊賀甲南線                                    | 甲南町竜法師 | |
| 滋賀県道・三重県道49号甲南阿山伊賀線                                 | 甲南町新治   | |
| 滋賀県道337号柑子塩野線 / 現道                                       | 甲南町新治   | 新治口交差点 / バイパス終点【北緯34度54分50.7秒 東経136度9分24.7秒 / 北緯34.914083度 東経136.156861度】 |

### 沿線
- 磯尾川
- 杉谷川
- 滝川